# Yan
Yan Kai Nielsen (født 21. december 1919 i København, død 3. oktober 2001 i Faaborg). Kunstnernavnet var  Yan. Han var en dansk maler og billedhugger, søn af billedhugeren Kai Nielsen og maleren Janna Holm. Børn Rune Lysdal Nielsen og Bølle Skotting

## Uddannelse
Yan stod i lære som maler 1936-1938. I 1938-1940 blev han uddannet på Statens håndverks- og kunstindustriskole i Oslo under Per Krogh og Alf Alsaaker. 1949-1950 studerede han på Académie de la Grande Chaumière i Paris under Ossip Zadkine.

## Værker
Yan lavede abstrakte skulpturer i metal, sten og træ. Det var ofte jern- og stålstykker som blev svejset sammen. Et af hans mest kendte værker er skulpturen Fynsk Forår, fra 1958. Den er 17 m høj og står på Odense Rådhus.
Fra 1980'erne  malede han udelukkende abstrakte malerier.